# Litra S
|  | Denne artikel omhandler persontogslokomotiverne bygget mellem 1924 og 1928 til DSB. For lokomotiverne leveret til Gedser Jernbaner i 1886 og 1892, se Litra S 351-356 og den konglige salonvogn, se Litra S (salonvogn) |
S-maskinen var et damplokomotiv, primært anskaffet til den nordsjællandske lokaltrafik på Kystbanen og Nordbanen.
De to første S-maskiner blev leveret til DSB af den tyske lokomotivfabrik Borsig i 1924. De øvrige 18 stk. blev bygget hos Frichs lokomotivfabrik i Århus. Litra S var et tenderlokomotiv, og blev specielt indkøbt til at betjene lokaltrafikken fra og til København. Da der var tale om relative korte strækninger, var der ikke behov for en tender. Litra S var designet til at kunne køre lige hurtigt forlæns som baglæns, og det gav den fordel, at der ikke var behov for at vende lokomotivet på en drejeskive.
Litra S har følgende data: hjulstilling: 1-C-2. 3 cylindre. Vægt 98 tons. Maksimal hastighed: 90 km/t, maksimal togvægt: 350 tons for persontog og op til 700 tons for godstog.
To S-maskiner er i dag bevaret, S 736 ejes af Danmarks Jernbanemuseum og kørte sin sidste tur den 14. september 2019 og skal nu være stationær museums genstand og S 740 som er under renovering hos Nordsjællands Veterantog i Rungsted.
S 740 medvirkede i filmen Octopussy.